# Villaverde del Río
Villaverde del Río is een gemeente in de Spaanse provincie Sevilla in de regio Andalusië met een oppervlakte van 41 km². In 2007 telde Villaverde del Río 6912 inwoners.

## Demografische ontwikkeling
Bron: INE, 1857-2011: volkstellingen